# Den farlige Leg (film fra 1911)
 For alternative betydninger, se Den farlige Leg.
Den farlige Leg er en dansk stum dramafilm fra 1911 produceret af Fotorama og instrueret af Alfred Lind efter manuskript af Edgard Høyer.
Filmen havde dansk premiere den 10. september 1911 i Kosmorama i København.

## Handling
Et jalousidrama ender fatalt.

## Medvirkende
- Johannes Meyer - Johannes von Falck
- Viggo Lindstrøm - Gæstgiver S. Petersen
- Emma Wiehe - Madam Petersen, gæstgiverfrue
- Kai Lind - Peter, Petersens søn
- Ane Marie Christiansen - Liljan, Petersens datter
- Vilhelm Wiehe - Overlærer Gram
- Robert Dinesen - Erik, overlærerens søn
- Ellen Price de Plane - Anitta, overlærerens datter